# Parhypomma naraense
Parhypomma naraense är en spindelart som först beskrevs av Ryoji Oi 1960.  Parhypomma naraense ingår i släktet Parhypomma och familjen täckvävarspindlar. Inga underarter finns listade i Catalogue of Life.